# Wasserschloss Adelshofen
Das Wasserschloss Adelshofen, auch Burg Adelshofen genannt, ist eine abgegangene Wasserburg und ehemaliges Wasserschloss hinter dem heutigen Adelshofer Rathaus in der feuchten Talaue des heutigen Eppingener Ortsteils Adelshofen im Landkreis Heilbronn im nördlichen Baden-Württemberg und war ein Herrensitz der Grafen von Neipperg. Das Schloss entstand im 18. Jahrhundert an der Stelle der mittelalterlichen Burg, wurde jedoch nicht lange bewohnt und bis 1860 größtenteils wieder abgerissen. Der zuletzt erhaltene Turm wurde um 1920 vollends abgetragen.

## Geschichte
Der Ursprung der Burg in Adelshofen wie auch die frühe Baugeschichte sind gänzlich unbekannt. Eine Hälfte der Burg war 1420 als markgräflich badisches Lehen im Besitz des Raban Göler von Adelshofen, kam von diesem 1429 an Reinhard von Sickingen und von diesem an dessen Schwager Reinhard von Neipperg, der 1434 von Markgraf Jakob I. auch die andere Hälfte und damit den Alleinbesitz über Dorf und Burg Adelshofen erlangte. Die Lage der Burg in den Niederungen des Nesselbaches lässt die Vermutung zu, dass die Anlage seit jeher über Wassergräben verfügte.
Bis zum 17. Jahrhundert war der Herrensitz von den Herren von Neipperg wohl bereits von einer mittelalterlichen Niederungsburg zu einem eher repräsentativen Wasserschloss umgebaut worden, wurde jedoch im Dreißigjährigen Krieg schwer beschädigt und nach dem Wiederaufbau unter Philipp Ludwig von Neipperg durch Kampfhandlungen im Zuge der Schlacht bei Sinsheim im Juni 1674 erneut zerstört. 1708 starb die Adelshofener Linie der Herren von Neipperg im Mannesstamm aus. Ihr Besitz fiel an die Schwaigerner Hauptlinie zurück.
1716 erfolgte ein Schlossneubau auf uraltem Lehensplatz unter Eberhard Friedrich von Neipperg (1656–1725). Das Schloss war an allen Seiten von einem Wassergraben umgeben und auf die alte Rudera neu gebaut worden. Die Neipperger hatten sich 1702 ebenfalls unter Eberhard Friedrich das neue Schloss in Schwaigern errichtet. Eberhard Friedrichs Sohn Wilhelm Reinhard von Neipperg (1684–1774) stand in Wien in habsburgischen Diensten. Im Schlossneubau in Schwaigern und dem auswärtigen Engagement Wilhelm Reinhards sieht die Forschung die Gründe dafür, dass der Herrensitz in Adelshofen bereits 1755 wieder leerstand. Obwohl sich das Anwesen damals in tüchtigem Zustand befand, gab es innerhalb der Grafenfamilie wohl keinen Bedarf nach einem weiteren Herrensitz. Die Gründe für den schnellen späteren Niedergang des Anwesens sind unbekannt. 1860 standen nur noch die Reste eines Turmes, der etwa 3,50 Meter im Durchmesser maß, 8 Meter hoch war und um 1920 vollends abgerissen wurde. Heute erinnern lediglich noch die Flurnamen Beim Schlossgarten und Schlossäcker sowie die Wappenzeichnung des Ortswappens an das ehemalige Schloss.
Zum herrschaftlichen Gebäudeensemble zählten einst auch die Zehntscheune von 1688 (heute noch erhalten), ein Meiereigebäude mit Meierwohnung und Kelter (um 1870 abgebrochen), ein Magazingebäude (um 1870 durch Neubau ersetzt) sowie verschiedene Tagelöhnerhäuser.